# 伊笹岬
伊笹岬（いざさみさき）または余部崎（あまるべさき）は、兵庫県北部にある、日本海に面する岬である。

## 概要
但馬御火浦海岸東端の余部（香美町北西部）に位置し、山陰海岸国立公園および山陰海岸ジオパークに属する。
先端部の御崎（みさき）とよばれる地区には余部埼灯台が立ち、平家の落人の伝承がある。